# Jarosław Brózda
Jarosław Konrad Brózda (ur. 11 lutego 1974) – polski samorządowiec i polityk, w latach 2006–2010 starosta bełchatowski, w 2023 wicewojewoda łódzki.

## Życiorys
W młodości zaangażowany w działalność Federacji Młodzieży Walczącej i Niezależnego Ruchu Solidarności Młodych. Absolwent Wydziału Dziennikarstwa i Nauk Politycznych Uniwersytetu Warszawskiego. Kształcił się podyplomowo na studiach europejskich na Uniwersytecie Łódzkim (2000), w zakresie zarządzania oświatą i dydaktyki przedsiębiorczości w Wyższej Szkole Biznesu i Nauk o Zdrowiu w Łodzi (2012) oraz na studiach Executive Master of Business Administration w Wyższej Szkole Menedżerskiej w Warszawie (2020).
Od 1999 do 2001 był asystentem ministra-kierownika Rządowego Centrum Studiów Strategicznych Jerzego Kropiwnickiego, następnie do 2003 specjalistą ds. kontaktów z samorządem terytorialnym w łódzkim oddziale Państwowego Funduszu Rehabilitacji Osób Niepełnosprawnych. W latach 2003–2004 pozostawał rzecznikiem prasowym prezydenta Bełchatowa, następnie kierował wydziałem skarbu w tamtejszym urzędzie miejskim. Był również nauczycielem akademickim w Filii w Piotrkowie Trybunalskim Uniwersytetu Jana Kochanowskiego w Kielcach. W 2010 powrócił do pracy w bełchatowskim urzędzie miejskim, a w 2012 został wybrany dyrektorem Powiatowej Poradni Psychologiczno-Pedagogicznej, jednak zrezygnował z tego stanowiska.
Należał kolejno do Zjednoczenia Chrześcijańsko-Narodowego (1991–2001) i Przymierza Prawicy (2001–2002) oraz Prawa i Sprawiedliwości (2002–2012). W wyborach samorządowych w 1998 bezskutecznie ubiegał się o mandat radnego powiatu bełchatowskiego z listy Akcji Wyborczej Solidarność. W 2002 kandydował do rady miejskiej Bełchatowa z poparciem KWW PLUS Tadeusza Rozpary. Z listy Prawa i Sprawiedliwości w 2006 i 2010 uzyskiwał mandat radnego rady powiatu, a w 2005 i 2011 kandydował do Sejmu. W kadencji 2006–2010 zajmował stanowisko starosty bełchatowskiego. W 2012 wykluczony z PiS, w kolejnym roku został założycielem Społecznej Inicjatywy Patriotycznej „Razem”. W 2014 kandydował z własnego komitetu na prezydenta Bełchatowa, zajmując ostatnie, szóste miejsce. Nie uzyskał także reelekcji do rady powiatu z ramienia własnego komitetu (ponownie bez powodzenia startował do niej w 2018 z ramienia KWW Inicjatywa Razem). W 2015 ubiegał się o mandat senatora w okręgu nr 28 z ramienia KWW Razem do Senatu, uzyskał 3. wynik na 5 konkurentów. W 2020 wstąpił do Solidarnej Polski, z jej rekomendacji 20 kwietnia 2023 powołany na stanowisko drugiego wicewojewody łódzkiego (kilkanaście dni później partia przemianowała się na Suwerenną Polskę). W grudniu tego samego roku zakończył pełnienie funkcji wicewojewody. W 2024 bez powodzenia kandydował do rady powiatu.

## Odznaczenia
Został m.in. odznaczony Brązową Odznaką „Zasłużony dla Ochrony Przeciwpożarowej” (2010), Brązowym Medalem „Za zasługi dla obronności kraju” (2010), Medalem „Pro Memoria” (2010), Brązowym Medalem za Długoletnią Służbę (2018) oraz Brązowym (2005) i Srebrnym (2011) Krzyżem Zasługi.